# Bulbine caput-medusae
Bulbine caput-medusae là một loài thực vật thuộc họ Asphodelaceae. Đây là loài đặc hữu của Namibia. Môi trường sống tự nhiên của chúng là xavan khô và sa mạc nóng.